# Myriam Verreault
Myriam Verreault est une réalisatrice et scénariste canadienne, née le 7 novembre 1979.

## Biographie
Née le 7 novembre 1979, Myriam Verreault grandit à Loretteville, dans la ville de Québec, puis étudie le journalisme, l'histoire et le cinéma et commence à travailler pour la télévision et le cinéma. Elle est par exemple créditée au montage du film documentaire Québékoisie d'Olivier Higgins et Mélanie Carrier, sorti en 2013.
Elle réalise en 2009 avec Henry Bernadet le film À l'ouest de Pluton, qui leur vaut en 2010 le prix spécial du jury à la 27e édition du Festival International du Premier Film d'Annonay. Elle réalise aussi le documentaire interactif Ma tribu, c'est ma vie qui est mis en ligne en février 2011.
Elle commence en 2012 à travailler sur la préparation d'une adaptation au cinéma du roman Kuessipan de Naomi Fontaine, qu'elle réalise en 2019. En 2020, elle reçoit pour le film Kuessipan, une nomination au prix du meilleur scénario adapté, lors de la huitième cérémonie des Prix Écrans canadiens et deux nominations aux Prix Iris de la meilleure réalisation et du meilleur scénario au vingt-deuxième gala Québec cinéma.